# مؤتمر جنيف البحري

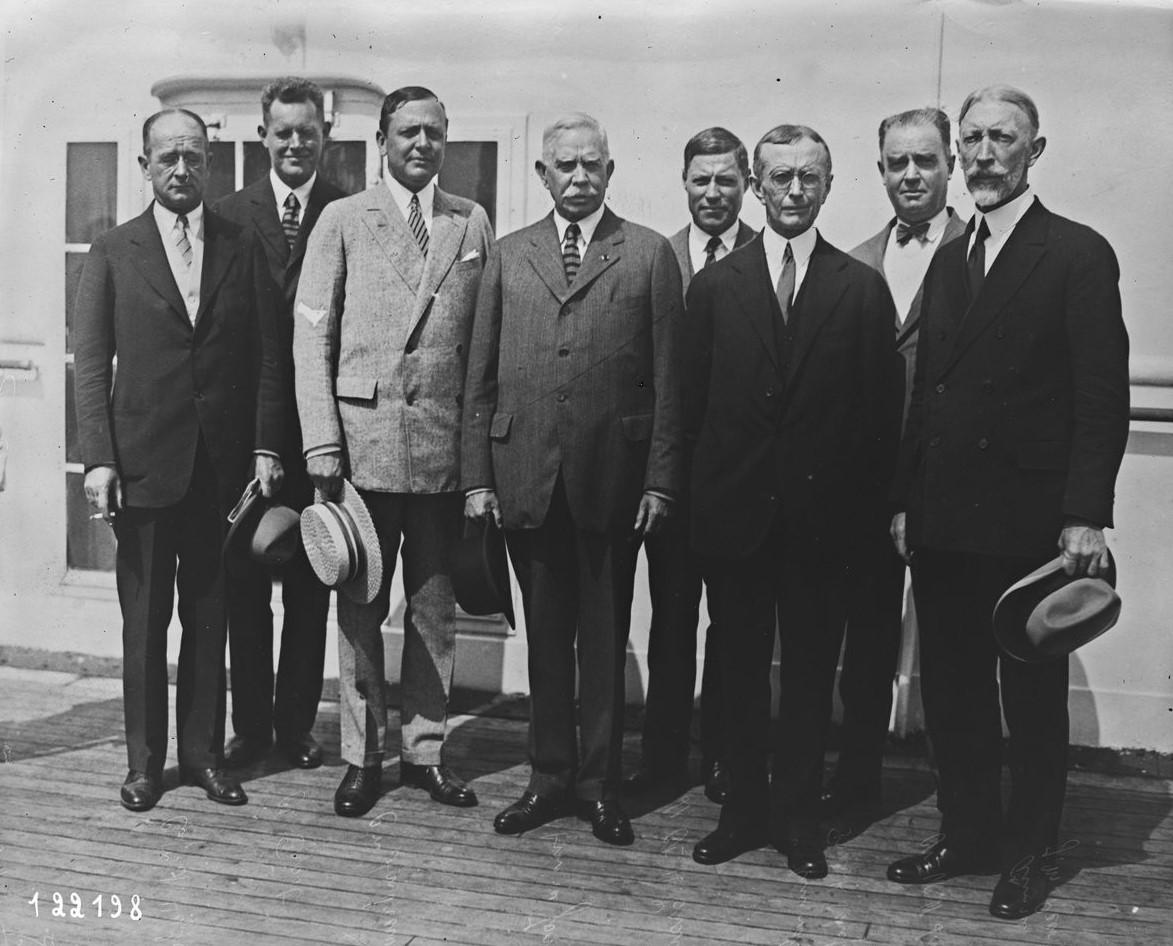
ضباط البحرية الأمريكية في المؤتمر (من اليسار إلى اليمين: آرثر جيه هيبورن ولورانس إتش فروست وأدولفوس أندروز وهيلاري بي جونز وهارولد سي ترين وفرانك إتش سكوفيلد وويليام دبليو سميث وجوزيف إم ريفز)

مؤتمر جنيف البحري المنعقد لمناقشة الحد من الأسلحة البحرية، في جنيف، سويسرا، في عام 1927. وكان هدف المؤتمر هو توسيع الحدود الحالية المفروضة على البناء البحري والتي تم الاتفاق عليها في معاهدة واشنطن البحرية. كانت معاهدة واشنطن قد حددت بناء البوارج وحاملات الطائرات، ولكنها لم تحدد بناء الطرادات أو المدمرات أو الغواصات.

## خلفية
في فبراير 1927، أصدر الرئيس كالفين كوليدج دعوة إلى القوى الخمس الكبرى للاجتماع في جنيف لمواجهة قضية التنافس البحري، نتيجة للمناقشات حول القيود المفروضة على الأسلحة البحرية في اجتماعات نزع السلاح التابعة لعصبة الأمم. قبلت بريطانيا واليابان الدعوة، لكن فرنسا وإيطاليا (الدولتان الأخريان اللتان وقعتا على معاهدة واشنطن) رفضتا.
حددت معاهدة واشنطن نسبة 5: 5: 3: 1.75: 1.75 في قوة السفن الرئيسية (البوارج والطرادات الحربية) بين بريطانيا والولايات المتحدة واليابان وفرنسا وإيطاليا على التوالي. سعت الولايات المتحدة إلى استغلال مؤتمر جنيف لتوسيع هذه النسبة لتشمل السفن الأصغر حجماً، مما سمح لكل من بريطانيا والولايات المتحدة بالطرادات التي يبلغ إجمالي إزاحتها 300 ألف طن، مع السماح لليابان بـ 180 ألف طن. وفي الوقت نفسه، أرادت الولايات المتحدة تجنب فرض المزيد من القيود على أحجام السفن الفردية.

## المفاوضات
وبموجب معاهدة واشنطن، سُمح لكل دولة ببناء طرادات يصل إزاحتها إلى 10 آلاف طن وتحمل مدافع مقاس 8 بوصات. وفي الممارسة العملية، أصبح هذا أيضًا رقمًا أدنى، حيث تنافست القوات البحرية على تصميم طرادات تبلغ إزاحتها 10 آلاف طن بالضبط. كان موقف الولايات المتحدة التفاوضي، الذي لم تكن راغبة في التنازل عنه، عبارة عن خطة لبناء 25 طرادًا ثقيلًا بإزاحة 10,000 طن (250 ألف طن إجماليًا).
وعلى النقيض من ذلك، كانت بريطانيا مستعدة لقبول التكافؤ مع الولايات المتحدة في أسطولها من الطرادات، طالما كانت البحرية الملكية قادرة على الحفاظ على قوة الطرادات الكبيرة للغاية، وإذا لزم الأمر من السفن الأصغر والأرخص، والتي شعرت أنها ضرورية لحماية طرق التجارة الطويلة والالتزامات الإمبراطورية. اقترحت بريطانيا تخفيض الحد الأقصى البالغ 10 آلاف طن و8 بوصات للطرادات المبنية حديثًا. قدر البريطانيون أنهم يحتاجون إلى 70 طرادًا يبلغ إجمالي إزاحتها 560 ألف طن (أي بمعدل 8 آلاف طن لكل منها)، وهو ما يقرب من ضعف إجمالي حمولة الاقتراح الأمريكي.
وكان الاهتمام الياباني الرئيسي يتمثل في تجنب تكرار النسبة 5: 5: 3. اعتبرت هيئة أركان البحرية اليابانية أن أسطولاً يبلغ حجمه 70% من حجم أسطول الولايات المتحدة هو الحد الأدنى المطلوب للفوز في حرب ضد الولايات المتحدة. نظرًا لأن نسبة 70% لم تتحقق مع البوارج، فقد كان من المهم بشكل خاص الاحتفاظ بها بالنسبة للطرادات. ولكن بما أن الوفدين البريطاني والأميركي لم يتمكنا من التوصل إلى اتفاق، فإن الاعتراضات اليابانية لم تكن حاسمة في فشل القمة.
وفي نهاية المطاف، فشل المشاركون في المؤتمر في التوصل إلى اتفاق ملزم بشأن توزيع الحمولة البحرية.

## تأثير
أثيرت مسألة القيود المفروضة على حمولة الطرادات مرة أخرى في مؤتمر لندن البحري عام 1930، مما أدى إلى معاهدة لندن البحرية. نجح مؤتمر لندن حيث فشل مؤتمر جنيف، حيث سُمح للولايات المتحدة بعدد أكبر من الطرادات الثقيلة مقارنة ببريطانيا، ولكن سُمح لبريطانيا بعدد أكبر من الطرادات الخفيفة. تم التوصل إلى الاتفاق جزئيًا لأن الوفدين البريطاني والأمريكي أدركا وجود مصلحة مشتركة أكبر والحاجة إلى خفض الإنفاق الحكومي نتيجة لانهيار وول ستريت عام 1929. وقد ركزت هذه الأحداث الأذهان على ضرورة التوصل إلى اتفاق.